# Стшельно
Стшельно (пол. Strzelno, нім. Strelno) — місто в центральній Польщі.
Належить до Могіленського повіту Куявсько-Поморського воєводства.

## Демографія
Демографічна структура станом на 31 березня 2011 року:
|          | Загалом | Допрацездатний вік | Працездатний вік | Постпрацездатний вік |
| -------- | ------- | ------------------ | ---------------- | -------------------- |
| Чоловіки | 2836    | 571                | 1995             | 270                  |
| Жінки    | 3049    | 552                | 1816             | 681                  |
| Разом    | 5885    | 1123               | 3811             | 951                  |